# 広田泉
広田 泉（ひろた いずみ、1969年 - 2022年3月28日）は、日本の鉄道写真家。男性。鉄道写真家広田尚敬の次男。

## 人物
東京都出身。幼い頃から父親の影響を受け、専門学校を卒業して会社員を経て、また写真のデジタル化をきっかけに2002年にフリーの写真家となる。
色彩感覚と動体視力に優れ、単なる編成写真だけでなく、流し撮りや鉄道車両・施設をメインとした情景写真を得意とした作品が多い。
2021年11月末からパリで個展を開催するなど活動を海外にも広げていたが、2022年3月28日に53歳で死去した。

## 作品集リスト
- しんかんせん・とっきゅう（講談社、2005年）
- JR特急・超特急100点　広田尚敬/広田泉共著（講談社、2006年）
- ここから始まる　(ホームキュービック、2011年)
  - 売上は東日本大震災復興支援のため全額三陸鉄道とひたちなか海浜鉄道に寄付される。
- 新 JR・私鉄人気車両ベスト100点 広田尚敬/広田泉共著（講談社、2021年）

## 出演番組
- 「カメラと旅する鉄道風景」（旅チャンネル、2009年2月-）